# Ochsenzoll

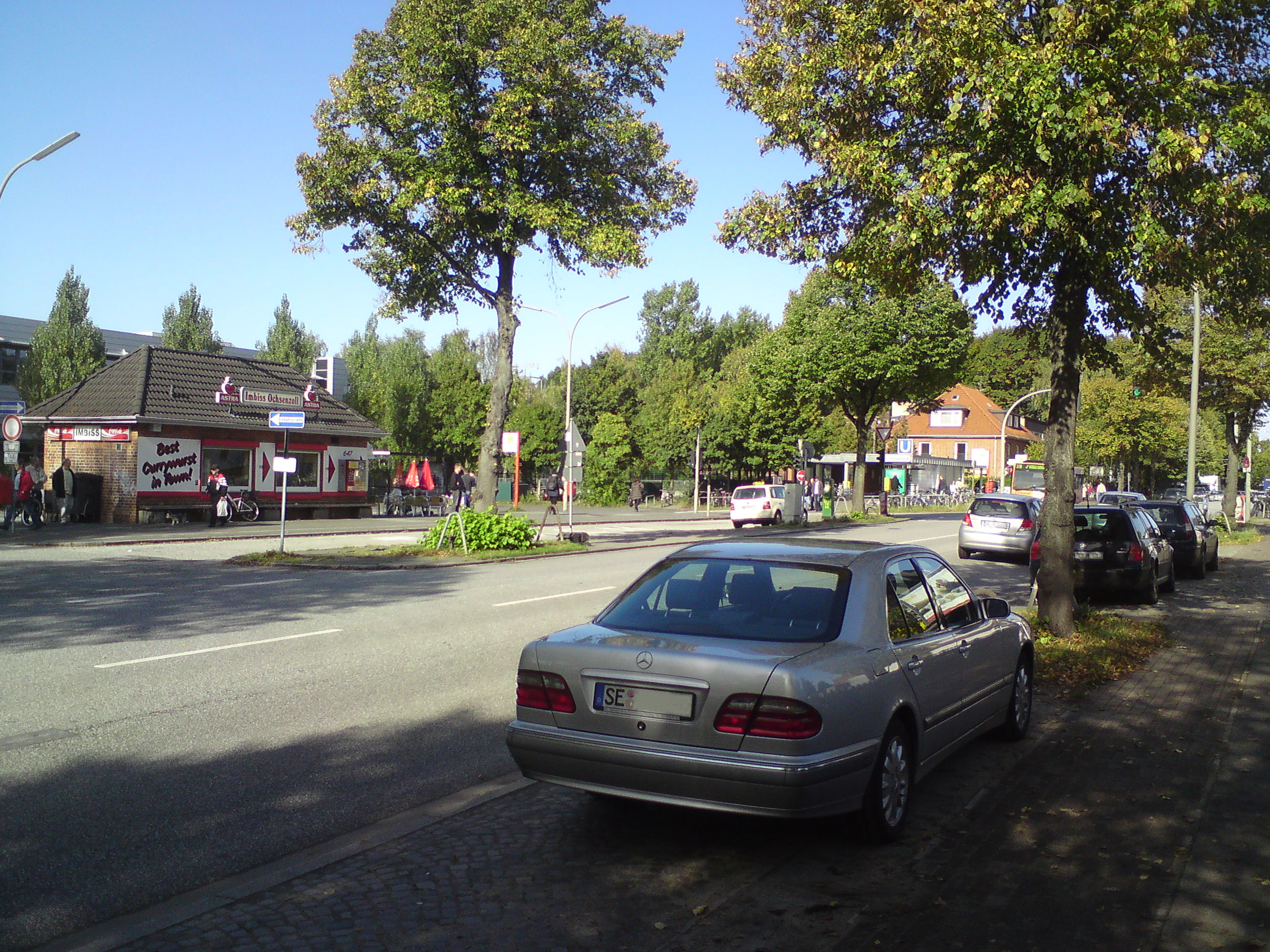
Langenhorner Chaussee am U-Bahnhof Ochsenzoll mit Busbahnhof (links)

Ochsenzoll (plattdeutsch Ossentoll) ist die Bezeichnung für ein Wohn- und Geschäftsquartier unbestimmter Größe auf der Landesgrenze zwischen den Städten Hamburg und Norderstedt. Ehemals war hier die Zollgrenze zwischen Hamburg und Holstein. Der Hamburger Teil gehört zum Stadtteil Langenhorn. Der Grenzverlauf folgt unter anderem dem Bach Tarpenbek.

## Geschichte

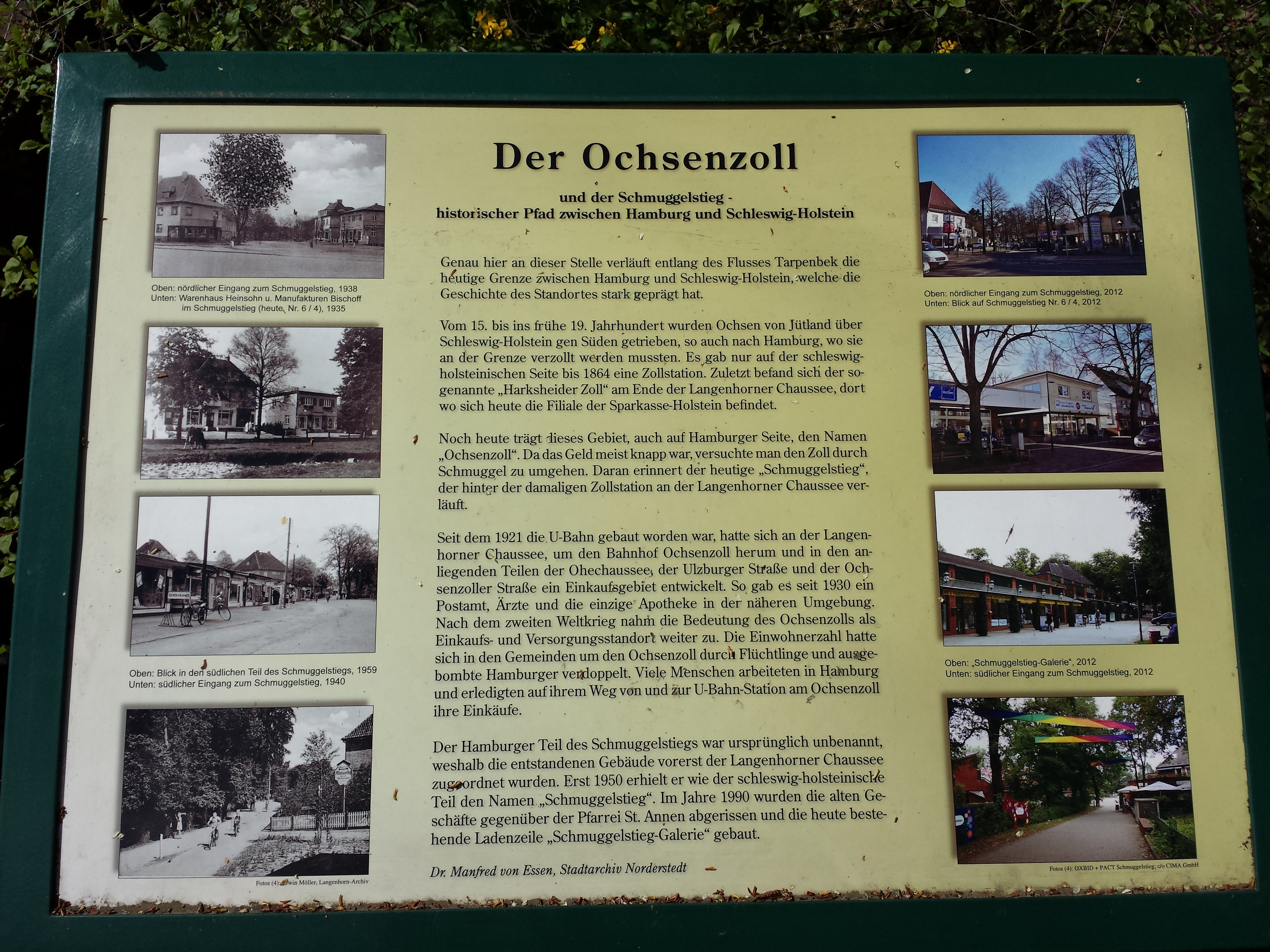
Gedenktafel am Ochsenzoll

Vom 15. bis in das frühe 19. Jahrhundert hinein wurden Ochsen über einen Zweig des Ochsenweges durch das Harksheider Moor getrieben, das bis dahin die größte Moor- und Heidelandschaft in Holstein bildete. Die Ochsen mussten an der Grenze zur Reichsstadt Hamburg verzollt werden. Bis 1840 wurde der Zoll in Garstedt entrichtet, danach in einer Zollstation in Harksheide (heute zu Norderstedt). Straßennamen wie „Schmuggelstieg“ und „Am Ochsenzoll“ in der Nähe erinnern noch heute daran. Der Zoll lag an einem Zweig des Ochsenweges.
Die Zollschranken an den Grenzen Hamburgs fielen erst 1888, als Hamburg dem Deutschen Zollverein beitrat. Obwohl die Freie und Hansestadt Hamburg dem Deutschen Reich seit dessen Gründung angehörte, war sie zunächst Zollausland geblieben.

## Namensgebrauch

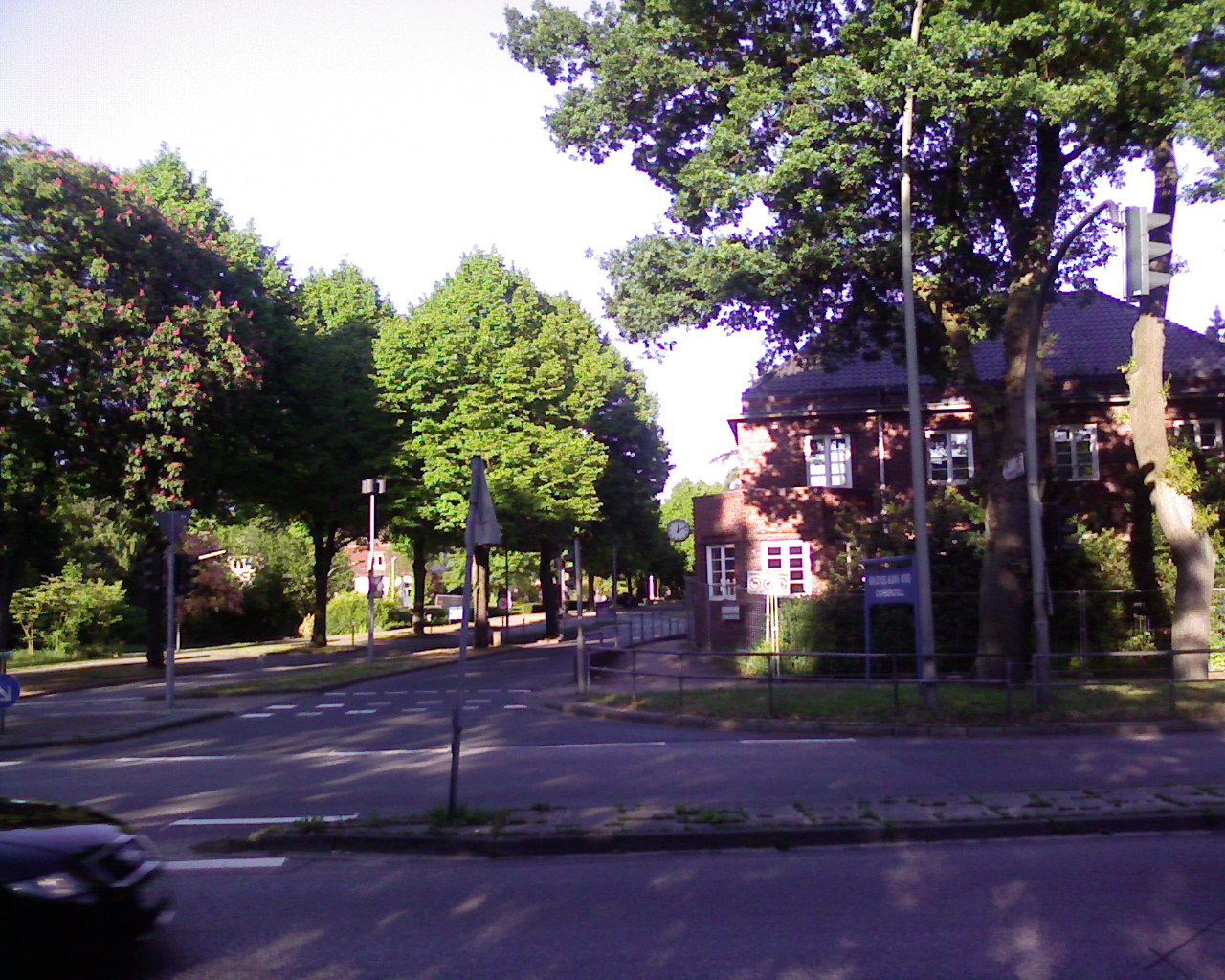
Eingang der Asklepios-Klinik Nord, Betriebsteil Ochsenzoll, an der Langenhorner Chaussee

Als Hamburger Teil von Ochsenzoll wird in etwa das Viertel vom Krankenhaus bis zur Landesgrenze bezeichnet, in Richtung Osten auch den Straßen Am Ochsenzoll und Stockflethweg folgend. Auch wird der zu den Norderstedter Stadtteilen Garstedt und Harksheide gehörende Teil im Bereich Ohechaussee/Schmuggelstieg/Am Tarpenufer mit seinen Geschäften als „Ochsenzoll“ bezeichnet. Hier findet der einzige Wochenmarkt Deutschlands statt, der nicht nur über eine Stadtgrenze (Hamburg und Norderstedt), sondern auch über eine Landesgrenze (Hamburg und Schleswig-Holstein) geht. Auch landesübergreifende Festivitäten wie der sogenannte „Ochsenmarkt“ finden in diesem Quartier statt.
„Ochsenzoll“ ist im Sprachgebrauch der Hamburger auch ein Synonym für die sich an der Langenhorner Chaussee befindende, überwiegend psychiatrische Klinik, die seit einigen Jahren zusammen mit dem früheren A.K. Heidberg die Asklepios Klinik Nord bildet.

## Bahnhof Ochsenzoll
Im Quartier an der Langenhorner Chaussee befindet sich auch der Bahnhof „Ochsenzoll“ der U-Bahn-Linie U1 von Norderstedt nach Hamburg sowie ein kleinerer Busbahnhof, den verschiedene Stadt- und Regionalbuslinien (u. a. von Bad Segeberg) anfahren. Von 1953 bis 1967 endete hier – auf der Westseite der Langenhorner Chaussee – die Alsternordbahn, auf der anderen Seite, nördlich des U-Bahnhofs, lag der Güterbahnhof Ochsenzoll, von dem aus das Stückgut vom Rollfuhrunternehmen (Bahnspediteur) Fritz Gieseler aus Langenhorn verteilt wurde.

## Bauwerke

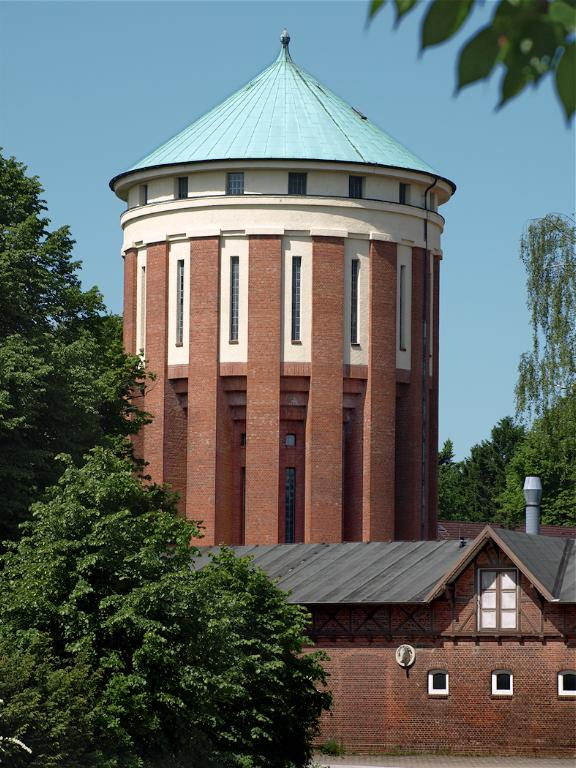
Wasserturm des Krankenhauses (Baujahr 1913)

- An der Segeberger Chaussee auf der heutigen Norderstedter Seite ist das Haus des dänischen Zollbeamten erhalten, eine Gedenktafel weist darauf hin.
- Die katholische Sankt-Annen-Kirche (Baujahr 1950) liegt am Schmuggelstieg. Das Gebäude konnte 2009 wegen seines einsturzgefährdeten Dachs nicht für Gottesdienste genutzt werden, wurde aber inzwischen saniert.
- Der „Bärenhof“, ein um 1890 entstandenes, historisierendes (Neoromantik) Gebäudeensemble des Maklers Emil Römling an der Langenhorner Chaussee, gehört heute einem benachbarten Autohaus, das seit einigen Jahren den Abriss des Gebäudes anstrebte. Die Bürgerinitiative Rettet den Bärenhof der Willi-Bredel-Gesellschaft versuchte, dies zu verhindern.[1] Beginnend im April 2010 wurden die Gebäude vollständig abgerissen. Im Herbst 2013 begannen am Stockflethweg die Bauarbeiten zum größten Audi-Terminal in Norddeutschland. Für 35 Millionen Euro entstand hier 5.100 m² Verkaufsfläche.[2]
- Viele Bauwerke des ehemaligen AK Ochsenzoll stehen unter Denkmalschutz. Ein herausragendes Beispiel ist der Wasserturm der Klinik.
- Auf einem Teil des ehemaligen Geländes des Krankenhauses Ochsenzoll hat der Windenergieanlagenhersteller Nordex SE seit Anfang 2011 seine Firmenzentrale.[3] Ein anderer Teil wird für den Wohnungsbau genutzt.
- An der Kreuzung Langenhorner Chaussee / Segeberger Chaussee / Schleswig-Holstein-Straße lief ab 2009 der Ausbau für den sogenannten „Knoten Ochsenzoll“ der B 432. Hier wurde unter anderem ein 70 Meter langer Straßentunnel[4] unter der Segeberger Chaussee hindurch und darüber ein zweispuriger Kreisverkehr mit einem Durchmesser von 45 Metern errichtet, zudem ein zusätzlicher, 28 Meter langer Fußgängertunnel.

## Galerie

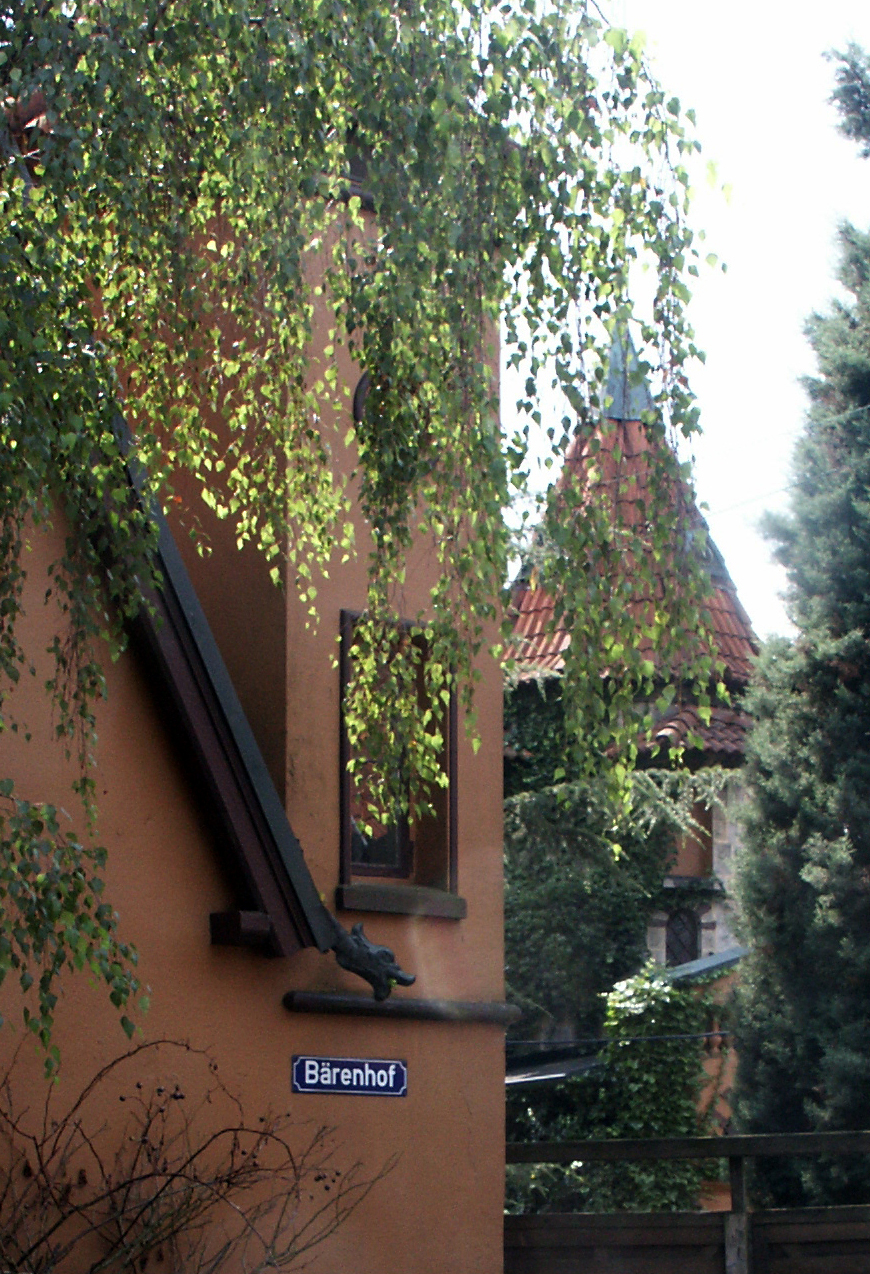
Der Bärenhof vor dem Abriss, Innenansicht
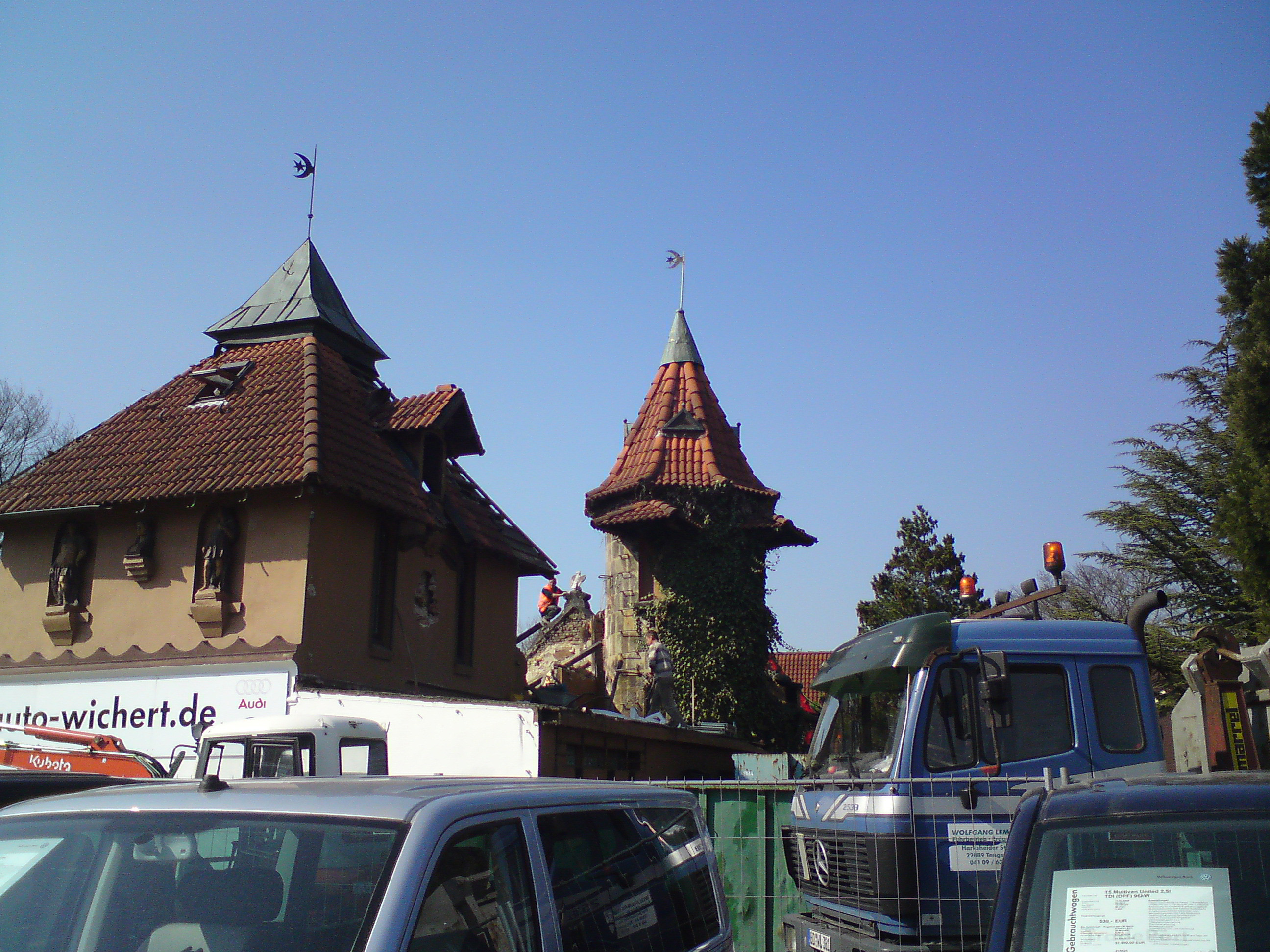
Abriss des Bärenhofes, April 2010
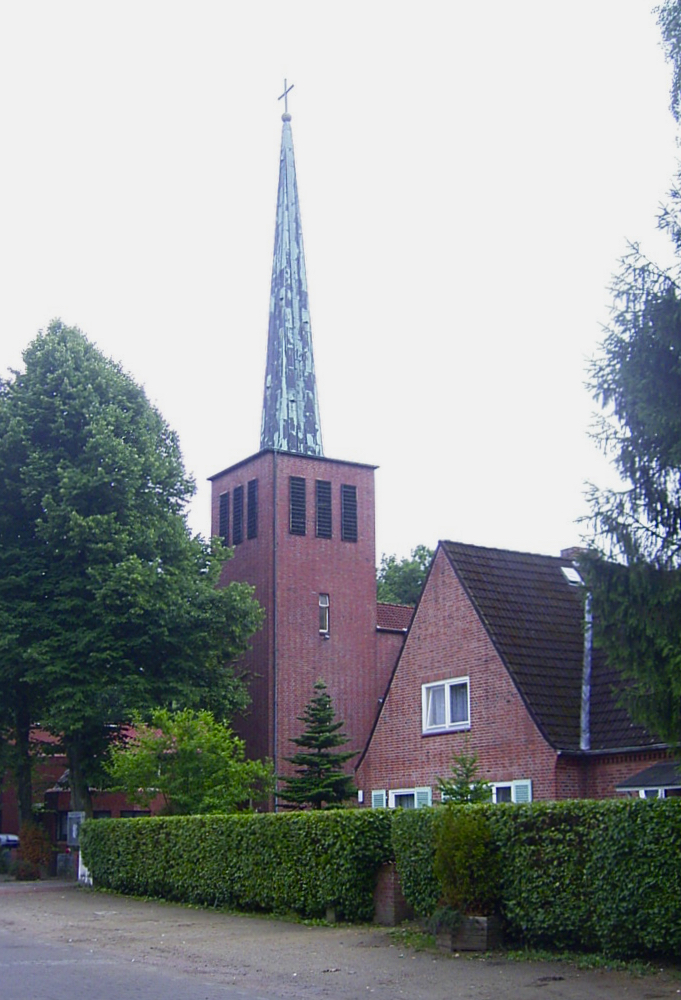
Katholische Kirche Sankt Annen mit Pfarrhaus am Schmuggelstieg
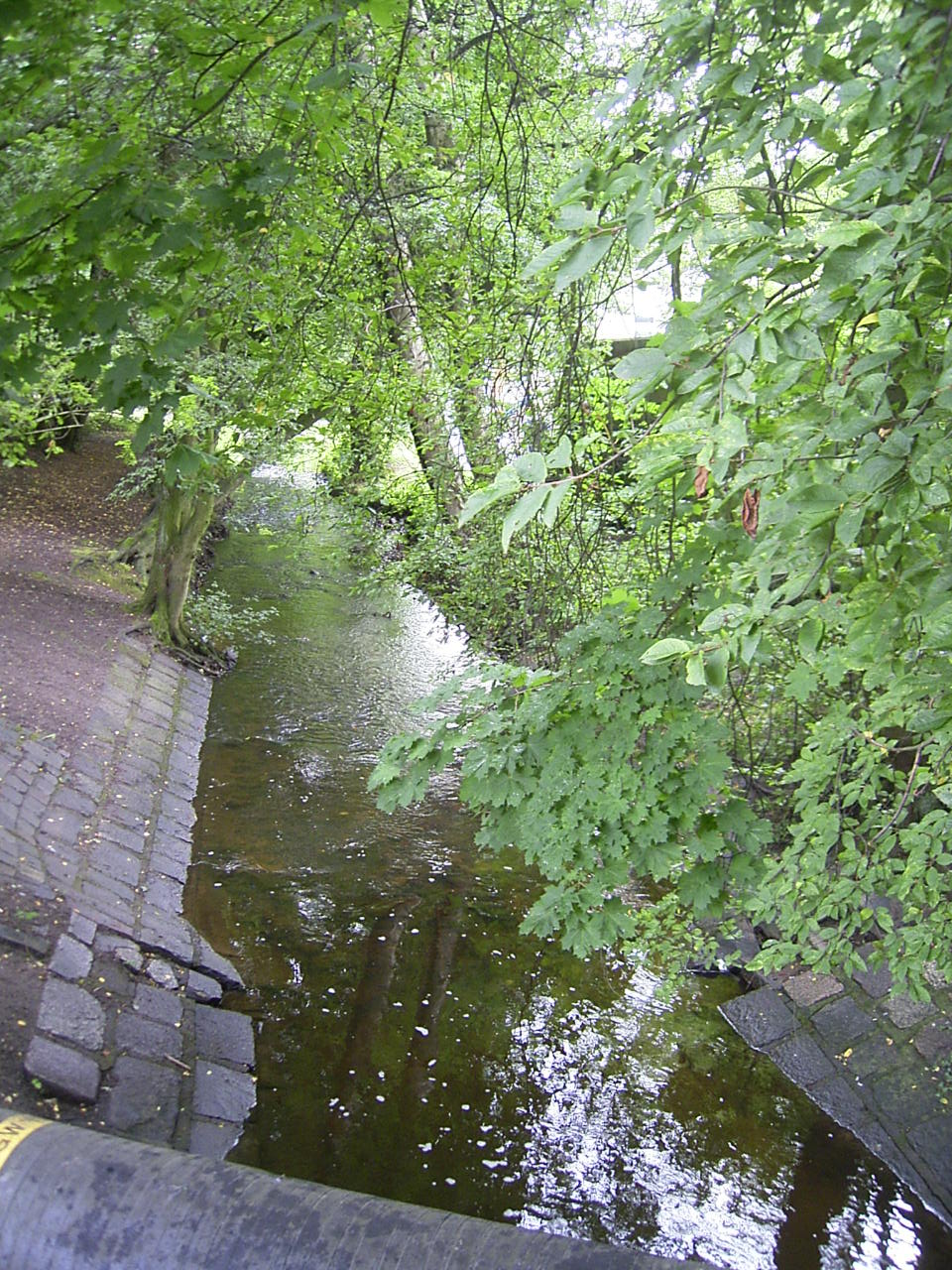
Die Tarpenbek, Grenzbach zwischen Hamburg und Norderstedt
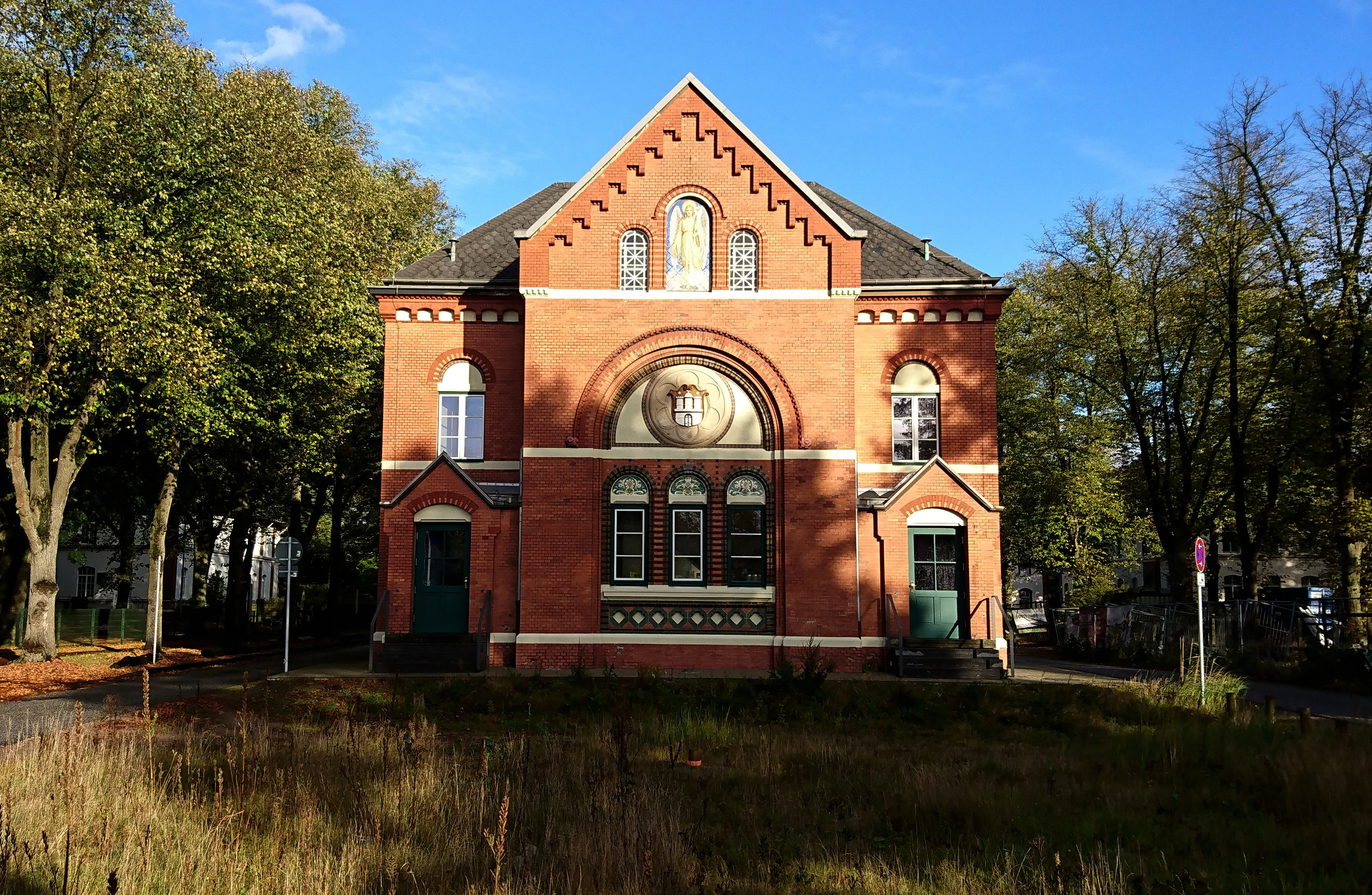
Zentrales Gebäude in der Mittelachse der Henny-Schütz-Allee, Oktober 2017
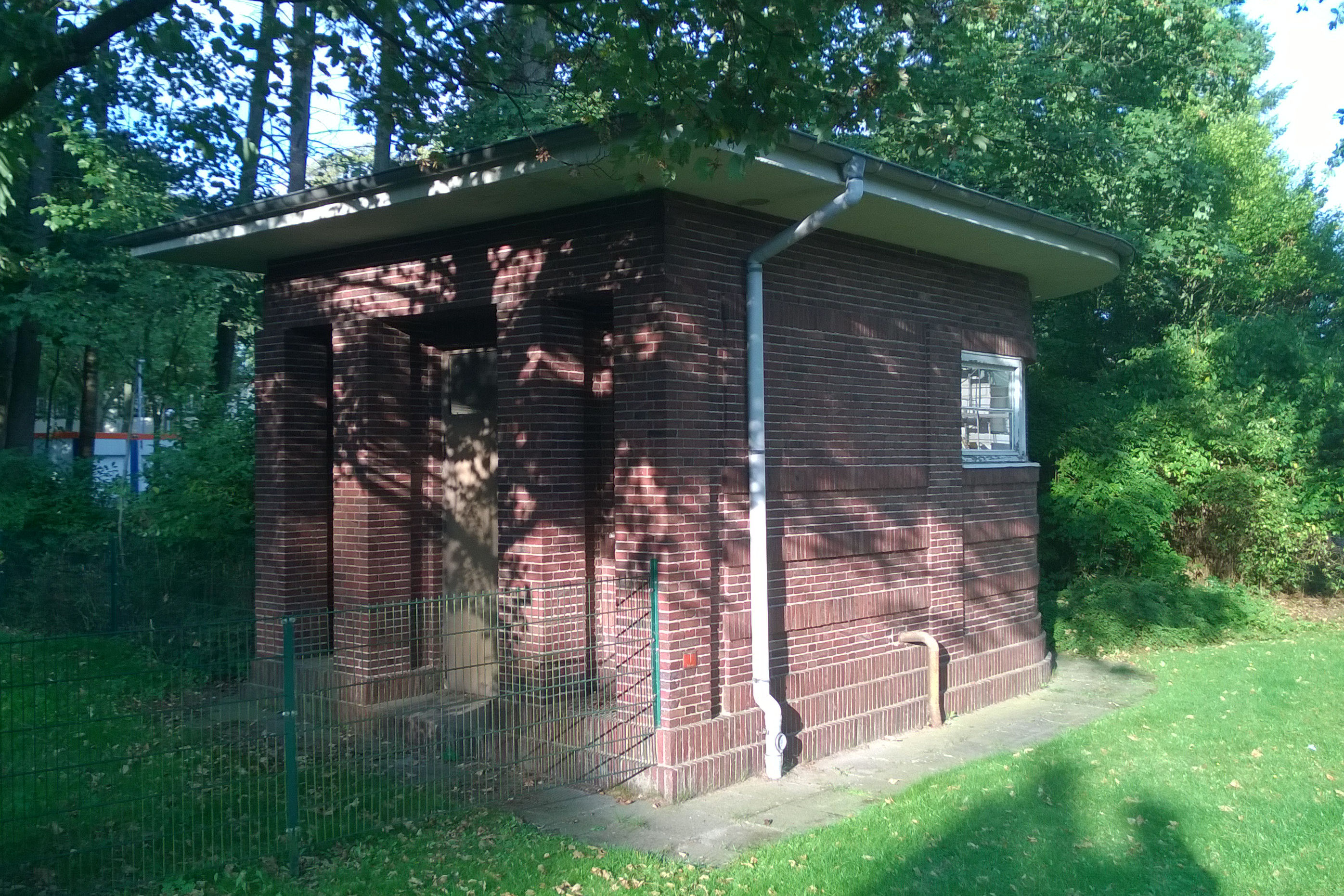
Brunnenhaus, Frontansicht
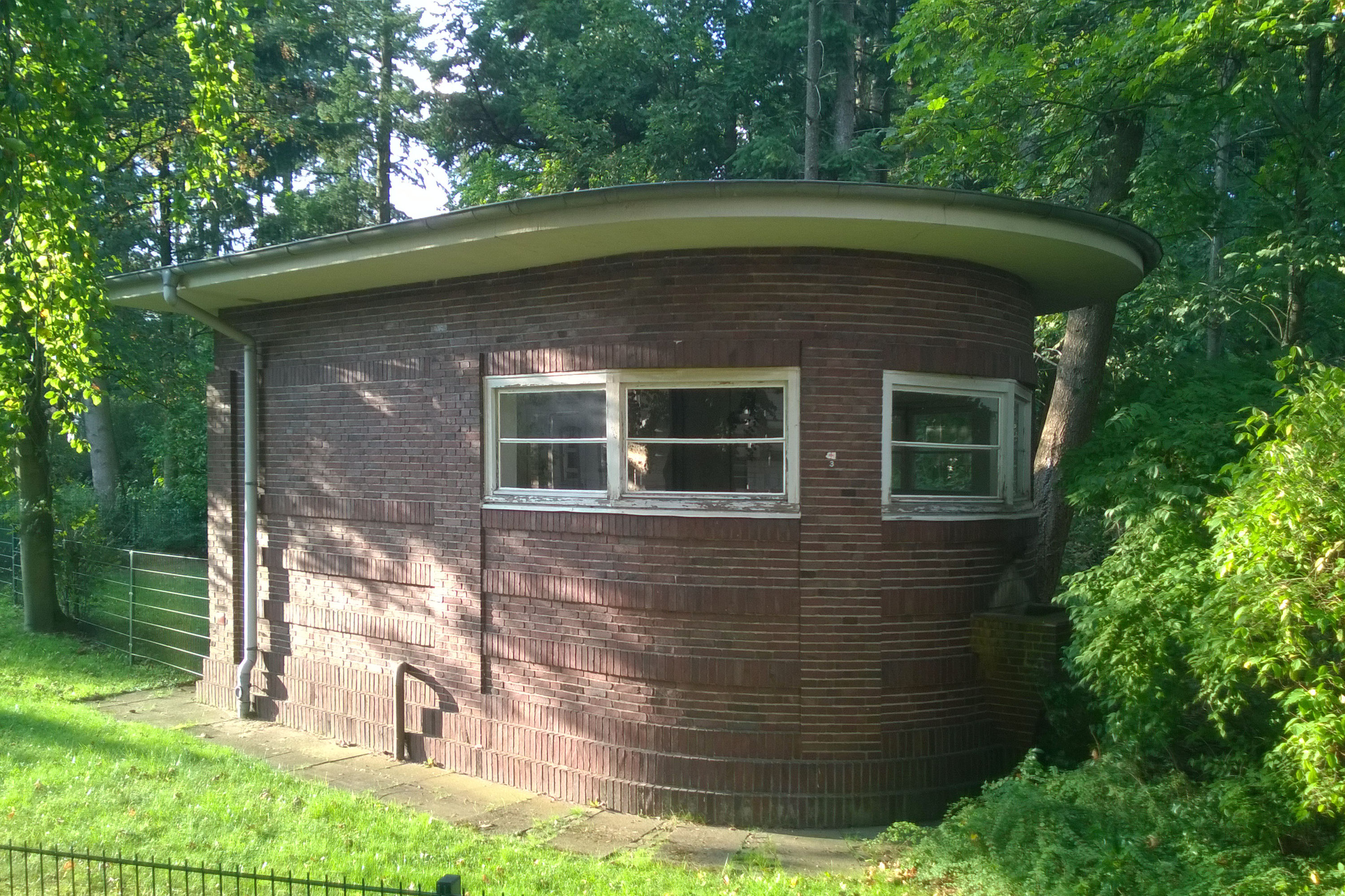
Brunnenhaus, Rückansicht
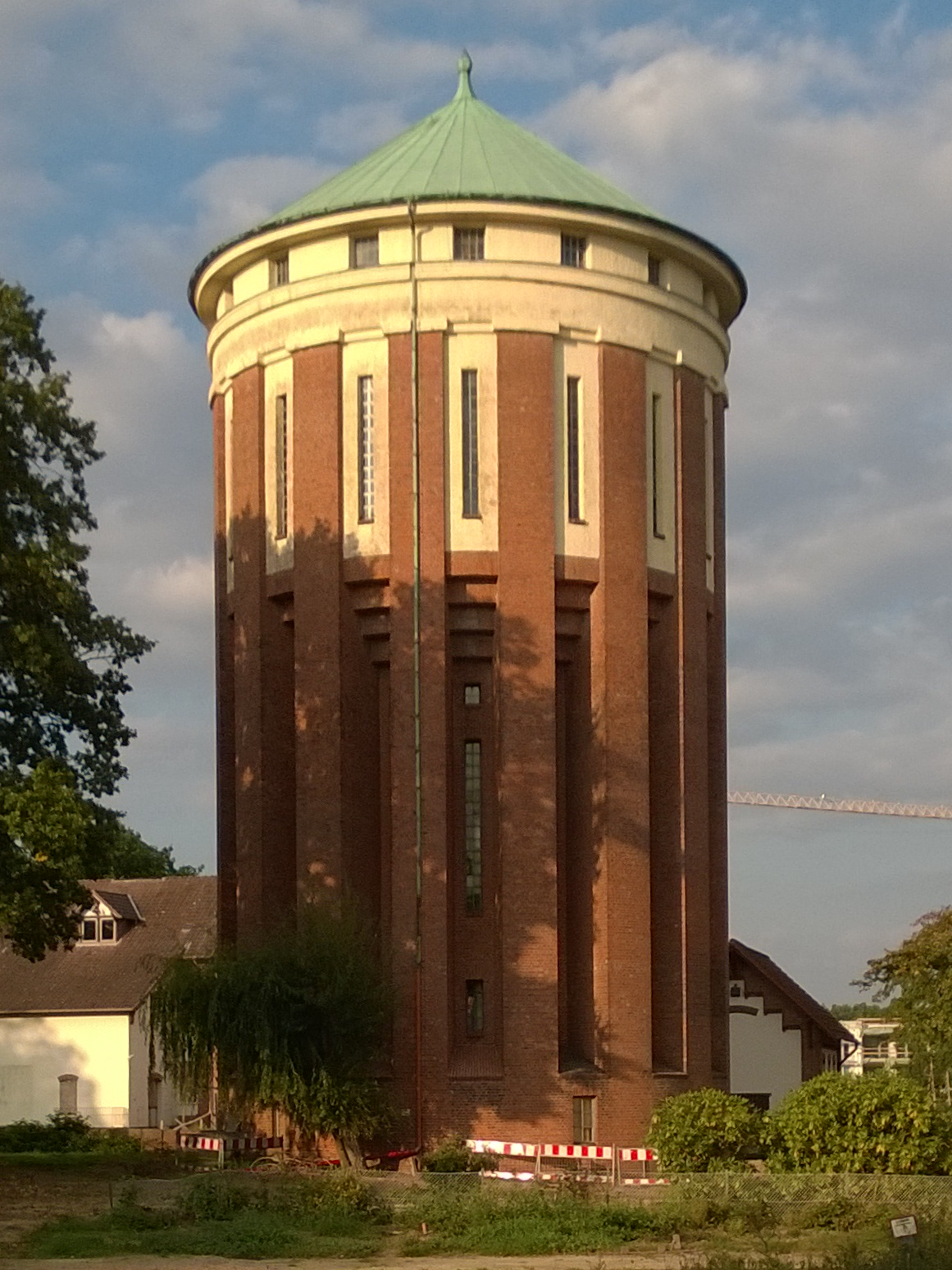
Wasserturm auf dem Gelände